# Cosseria
Cosseria – miejscowość i gmina we Włoszech, w regionie Liguria, w prowincji Savona.
Według danych na rok 2004 gminę zamieszkiwały 1034 osoby, 79,5 os./km².